# إدي غيروكس
إدي غيروكس هو لاعب هوكي الجليد كندي، ولد في 7 أبريل 1883 في تورونتو في كندا، وتوفي في 26 مايو 1930.